# باربورا هوداتشوفا
باربورا هوداتشوفا (بالتشيكية: Barbora Hodačová)‏ (مواليد 1995) حاملة لقب مسابقة ملكة جمال تشيكية التي توجت بمسابقة ملكة جمال التشيك 2019. عقدت في 25 أغسطس 2019 حيث تنافس اثنا عشر متسابقة على أربعة تيجان وطنية وفرصة لتمثيل جمهورية التشيك في مسابقة ملكة جمال الكون 2019 ومسابقة ملكة جمال الأرض 2019. في نهاية الحدث توجت باربورا بالتاج وستمثل جمهورية التشيك في ملكة جمال الكون 2019.

## نشأتها
ولدت ملكة الجمال الرائعة وترعرعت في مدينة تبليس القانونية في منطقة أوستي ناد لابم. تعمل كعارضة أزياء وهي أيضًا طالبة حقوق.

## روابط خارجية
- ceskamiss.cz
- missuniverse.com
- باربورا هوداتشوفا على إنستغرام

| الجوائز و الإنجازات  | الجوائز و الإنجازات   | الجوائز و الإنجازات   |
| -------------------- | --------------------- | --------------------- |
| سبقه ليا شتفليتشكوفا | ملكة جمال التشيك 2019 | تبعه كلارا فافروشكوفا |